# Max Schwabe
Max Schwabe (Columbia, 6 dicembre 1905 – Columbia, 31 luglio 1983) è stato un politico statunitense.
Fu deputato repubblicano al Congresso degli Stati Uniti d'America, come rappresentante del Missouri, per tre legislature consecutive (dal 3 gennaio 1943 al 3 gennaio 1949), venendo però sconfitto alle elezioni del 1948.
Anche il fratellastro, George Blaine Schwabe, è stato membro del congresso, come rappresentante dell'Oklahoma, dal 1945 al 1948 e dal 1950 alla morte nel 1952.